# Hermès

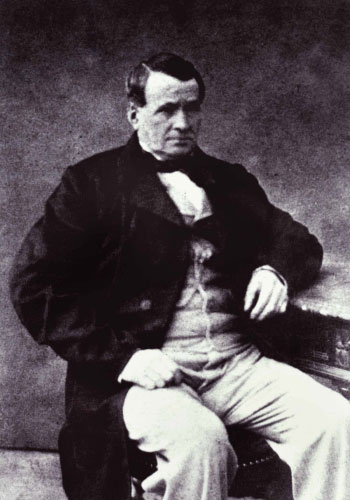
El fundador de Hermès, Thierry Hermès.

Hermès Paris, Hermès International, S.A., o simplemente Hermès, es una casa de modas francesa, especializada en accesorios de cuero listos-para-usar y relojes de alto lujo. Hermès es reconocida por su logotipo de un carruaje con un caballo. Sus productos se venden exclusivamente en sus propios establecimientos y a través de su web en Internet.
Fundada en 1837, en París, la tienda de sillas de montar de Thierry Hermès fue ganando reputación paulatinamente. En el siglo XX, la compañía incursionó en la industria de la moda. Su director creativo es el francés Christopher Lemaire.
Dentro de la clientela de la empresa se encuentran Nicole Kidman, Julianne Moore, Elle Macpherson, Elizabeth Hurley o Madonna, entre otros. Los competidores de Hermès son las casas Chanel, Cartier, Louis Vuitton y Christian Dior.

## Historia

### Comienzos en elsigloXIX
La familia Hermès, compuesta originalmente por protestantes alemanes, se radicó en París en 1828. En 1837, Thierry Hermès (1801-1878) fundó Hermès como un taller de arneses —ubicado en el barrio Grands Boulevards de París— dedicado a abastecer a los nobles europeos. Su objetivo era fabricar las bridas y arneses forjados más finos de la industria del transporte, pero tardó varios años en crear diseños originales. La compañía ganaba elogios a comienzos de 1855, llegando a obtener el primer lugar en la Exposición de París ese año. Del mismo modo, Thierry Hermès fue premiado con la Medalla de Primera Clase en la Exposición Universal de 1867.
El hijo de Thierry, Charles-Emile Hermès (1835-1919), heredó la gerencia de la empresa, y en 1880 mudó la tienda a un sector cercano al Palacio del Elíseo. En este lugar fue donde el nuevo jefe introdujo las sillas de montar y comenzó a vender sus productos al por menor. Con la ayuda de sus hijos (Adolphe y Émile-Maurice Hermès), la compañía se convirtió en la proveedora de las élites europea, norteafricana, americana, rusa y asiática. En 1900, la fábrica produjo el bolso haut à courroies, una alforja diseñada especialmente para que los jinetes pudieran llevar consigo sus sillas de montar.

### La era de Hermès Frères
Luego de que Charles-Emile Hermès se retirara de la empresa, sus dos hijos Adolphe y Émile-Maurice (nietos del Hermès original) se hicieron cargo de la compañía Hermès Frères. Émile-Maurice proveyó de sillas de montar al zar de Rusia. En 1914, casi 80 artesanos eran empleados por Hermès. Al poco tiempo, Émile-Maurice obtuvo los derechos exclusivos para utilizar los novedosos cierres de cremallera en sus artículos de cuero y prendas de vestir. De hecho, se convirtió en el primero en usar esa tecnología en Francia. La primera chaqueta de golf con cremallera, hecha de cuero, fue creada por Hermès en 1918 para el príncipe de Gales.
En los años 1920, Émile-Maurice permaneció como el único responsable del negocio y agregó nuevas colecciones de accesorios. Manteniendo los lazos de familia, Émile-Maurice convirtió a sus tres hijastros (Robert Dumas, Jean-René Guerrand y Francis Puech) en sus socios comerciales. En 1922, introdujo el primer bolso femenino de cuero. La esposa de Émile-Maurice solía quejarse por no encontrar uno que se adecuase a su gusto, así que su marido se encargó de fabricarle uno. Tiempo después se lanzaron bolsos de diferentes colores, tamaños y estilos. En 1924, Hermès se hizo presente en Estados Unidos, e inauguró dos tiendas en prominentes resorts franceses. La empresa gozaba de tal reputación a estas alturas que su tienda en Francia era una parada común para los visitantes adinerados. En 1929, la primera colección de vestuario de alta costura fue presentada en París.
Durante los años 1930, Hermès produjo algunos de sus artículos más representativos. En 1935, fue introducido el bolso Sac à dépêches, y dos años más tarde los pañuelos Hermès carré. Llevando impreso un diseño de mujeres con pelucas blancas, estas pañoletas hechas por encargo fueron bautizadas como Jeu des Omnibus et Dames Blanches. Hermès supervisaba la producción de sus pañuelos de comienzo a fin: compraban seda china en bruto, la hilaban y la tejían dos veces para hacerla más resistente y densa que la mayoría de los productos similares en el mercado. Los diseñadores de Hermès llegaban a pasar años creando nuevos motivos, los cuales eran estampados por cada lado de la pañoleta individualmente con pigmentos vegetales. Cada color que se añadía a la tela podía tardar hasta un mes en secar, tiempo que el siguiente tono debía esperar para ser aplicado. Los dibujantes podían elegir entre 200.000 colores diferentes, llegando a usar hasta cuarenta de ellos en el diseño más complicado. En 1937, una planta dedicada exclusivamente a la fabricación de pañuelos fue abierta en Lyon, Francia.
Tras la introducción de la pañoleta, los accesorios fueron integrados a la cultura francesa. Ese mismo año de 1937, Hermès celebró su aniversario número 100. En 1938, el brazalete Chaîne d’ancre y el atuendo de equitación se unieron a la colección clásica. En esta época, los diseñadores de la compañía comenzaron a dibujar inspirados en pinturas, libros y objetos artísticos. La década de 1930 también fue testigo del ingreso de Hermès a Estados Unidos, ofreciendo sus productos en una de las tiendas Neiman Marcus de Nueva York. Sin embargo, más tarde se retiró. En 1946 fueron lanzadas al mercado las corbatas de seda, y tres años después se comenzó a producir el primer perfume, Eau d'Hermès. Émile-Maurice resumía la filosofía de Hermès como "Cuero, deportes y una tradición de elegancia refinada".

### Después de Émile-Maurice
Robert Dumas-Hermès (1898-1978) fue el sucesor de Émile-Maurice después de su muerte en 1951, colaborando cercanamente con su hermanastro Jean-René Guerrand. Técnicamente, Dumas se convirtió en el primer hombre en liderar la compañía sin ser descendiente directo del Hermès original, aunque incorporó este apellido al suyo en la forma: Dumas-Hermès. Durante los años 1950 la empresa adquirió su logotipo del carruaje con el caballo, y comenzó a entregar sus productos en las ahora representativas cajas anaranjadas. Dumas creó bolsos, joyas y accesorios originales. Dumas estaba particularmente interesado en el diseño de los pañuelos de seda; irónicamente, durante la mitad del siglo XX, la producción de estos productos disminuyó. En 1956, una fotografía de la actriz Grace Kelly usando el bolso Sac à dépêches se publicó en la revista Life, y se hizo tan popular que la empresa renombró el artículo como "bolso Kelly". 
En los años 1960 Hermès reingresó al mercado estadounidense, ofreciendo sus corbatas de seda en las tiendas Neiman Marcus. Chrystler Fisher, un exejecutivo de Newman Marcus, supervisó las operaciones de Hermès en ese país, atendiendo a la clientela a través de números telefónicos gratuitos, un departamento de atención al cliente y un correo directo. El negocio de los perfumes se hizo subsidiario en 1961 y, al mismo tiempo, se introdujo la fragancia Calèche.

### La decadencia de Hermès y el resurgimiento gracias a Jean-Louis
En los años 1970, Hermès inauguró múltiples tiendas por toda Europa, Estados Unidos y Japón. No obstante, a pesar del aparente éxito de la compañía, Hermès comenzó a retroceder en comparación con sus competidores, quizá a causa de que solo utilizaba materias primas naturales para sus productos[cita requerida]. Durante un lapso de dos semanas consecutivas, los talleres de Hermès colapsaron silenciosamente. La compañía se convirtió en un conglomerado empresarial en 1976 y continuó su expansión a nivel mundial. Jean-Louis Dumas-Hermès (hijo de Robert Dumas-Hermès) pasó a ser el presidente en 1978, y renovó las áreas de seda, cuero y accesorios listos-para-usar dentro de la empresa. El nuevo líder de Hermès, además, viajó extensamente por el mundo. Jean-Louis aprovechó su experiencia como comprador de Bloomingdale's para ayudar a la compañía a revertir su situación. Dumas contrató a los diseñadores Eric Bergére y Bernard Sanz para relanzar la colección de prendas de moda y añadir nuevos artículos. Entre las novedades estuvieron las chaquetas para motociclistas hechas con cuero de pitón, y los jeans fabricados con piel de avestruz, los cuales fueron apodados como "la versión más elegante de lo que Hermès ha sido jamás". Se reportó que las ventas anuales en 1978 fueron de 50 millones de dólares. Al año siguiente, Hermès lanzó una campaña publicitaria que mostraba a una joven ligeramente vestida de denim y un pañuelo Hermès. El propósito era llevar la marca a una nueva clase de consumidores más jóvenes e informales. 
También en los años 1970, la subsidiaria de alta relojería "La Montre Hermès" se estableció en Biel/Bienne, Suiza.
En el año 2014 Hermès estableció una asociación con la multinacional de productos electrónicos Apple con el fin de proveer correas de cuero de diseño exclusivo para sus relojes electrónicos de alta tecnología conocidos como Apple Watch. El lanzamiento tuvo éxito y permitió darle aún mayor visibilidad a la marca francesa en un nuevo mercado como el de los dispositivos electrónicos de vestir.
Hermès se ha negado a que su marca sea vendida de forma virtual en realidades de Metaverso. Desde 2021, la empresa comenzó un proceso para evitar que el artista Mason Rothschild comercializara NFT idénticos a los bolsos Hermès, llamados MetaBirkins, a través de la plataforma OpenSea, los cuales habían generado miles de dólares en ganancias. Tras iniciar un proceso jurídico llevado ante el Tribunal Federal de los Estados Unidos para el Distrito Sur de Nueva York, en 2023, la empresa obtuvo una resolución favorable que condena al artista al pago de una compensación monetaria por violación de la marca.